# Горьковское (Алтайский край)
Го́рьковское — село в Шипуновском районе Алтайского края России. Административный центр Горьковского сельсовета.

## География
Село находится в центральной части Алтайского края, в пределах степной зоны Предалтайской равнины, на правом берегу реки Алей, вблизи места впадения в неё реки Вавилон, на расстоянии примерно 15 км (по прямой) к юго-западу от села Шипуново, административного центра района. Абсолютная высота — 181 м над уровнем моря.

### Климат
Климат характеризуется как континентальный. Средние показатели температуры воздуха в зимний период находятся в диапазоне между −15 и −10 °C, летом — в диапазоне между 15 и 20 °C. Количество осадков, выпадающих зимой, в среднем составляет 187 мм, летом — 273 мм.

## История
Основано в 1924 году. По данным 1926 года в посёлке Осинниковский состоял из 65 хозяйств, в основном — русские. Действовали школа I ступени. В административном отношении входил в состав Хлопуновского сельсовета Шипуновского района Рубцовского округа Сибирского края.

## Население
| 1926  | 1997  | 1998  | 1999  | 2000  | 2001  | 2002  | 2003  | 2004  |
| ----- | ----- | ----- | ----- | ----- | ----- | ----- | ----- | ----- |
| 379   | ↗1369 | ↗1375 | ↗1378 | ↘1357 | ↘1325 | ↘1316 | ↘1273 | →1273 |
| 2005  | 2006  | 2007  | 2008  | 2009  | 2010  | 2011  | 2012  | 2013  |
| ↘1259 | ↘1236 | ↘1210 | ↗1233 | ↘1213 | ↘1198 | ↗1199 | ↘1182 | ↘1150 |

### Национальный состав
Согласно результатам переписи 2002 года, в национальной структуре населения русские составляли 94 %.

## Улицы
| - ул. Горького, - ул. Интернациональная, - пер. Коммунаров, - ул. Комсомольская, - ул. Луговая, | - ул. Молодёжная, - ул. Октябрьская, - ул. Первомайская, - ул. Пионерская, - ул. Садовая, | - ул. Советская, - ул. Солнечная, - ул. Социалистическая, - ул. Школьная. |

## Инфраструктура
В селе функционируют средняя общеобразовательная школа, детский сад, дом культуры, библиотека и врачебная амбулатория.